# Monoftongizacja
Monoftongizacja (od stgr. μονόφθογγος monophthongos „jednobrzmiący”) – proces fonetyczny polegający na przekształcaniu się dyftongów w pojedyncze samogłoski (monoftongi). Monoftongizacja zaszła między innymi w łacinie i języku prasłowiańskim.
Przyczyną jest nałożenie się na siebie artykulacji pierwszego i drugiego elementu dyftongu. W praktyce część narządów artykulacji ustawia się jak do wytworzenia pierwszego elementu dyftongu, podczas gdy część jak do drugiego. Powstała wtedy nowa samogłoska ma na ogół barwę pośrednią pomiędzy barwą pierwszego a barwą drugiego elementu, z przewagą (na ogół) tego ostatniego. Np. z dwugłoski /ɑɪ/ w procesie monoftongizacji powstaje /e/, z /AU/ samogłoska /o/, z /eɪ/ zwykle /i/ itd. Przeciwieństwem monoftongizacji jest dyftongizacja.

## W łacinie
W łacinie proces monoftongizacji zachodził przez cały znany nam okres historii języka.
Z dyftongów odziedziczonych z prajęzyka monoftongizacji uległ najpierw dyftong [eɪ], który całkowicie przeszedł w długie [ɪ] w ciągu II wieku p.n.e. (np. starołac. marei → mari).
Również w okresie archaicznym silnym tendencjom monoftongizacyjnym ulegał dyftong [oɪ], który w bardzo dużej ilości wyrazów przeszedł w długie [u] (np. gr. Phoenix → łac. Punicus). W późniejszym okresie natomiast (III wiek n.e.) monoftongizacja dawała tu samogłoskę nieco bardziej otwartą, którą zapisywano przez „E”, jakkolwiek była zapewne bardzo zbliżona do współczesnego niemieckiego „o umlaut”.
Dyftong [aɪ] już pod koniec II w. p.n.e. przeszedł w [æ] (drugi element uległ rozszerzeniu), które od I wieku p.n.e. zaczyna regularnie zlewać się w czyste [e]. W I wieku p.n.e. proces ten odnotowuje się w wiejskiej odmianie języka, następnie zaczyna się on rozpowszechniać. Pod koniec I w. p.n.e. obejmuje miasta w Galii Przedalpejskiej, następnie prowincje i większe ośrodki kulturalne, by w III wieku n.e. utrwalić się również w języku warstw wykształconych.
Dyftong [aʊ] wykazywał już w epoce archaicznej tendencje do przechodzenia w długie [o], na co są liczne dowody w leksyce łacińskiej okresu klasycznego i późniejszych (np. zdrobnienie wyrazu plaustrum „wóz” brzmi plostellum, zamiast spodziewanego plaustellum). Język wytrzymał jednak presję monoftongizacyjną i zachował [ɑʊ] jako dyftong właściwy do tej pory. Tak samo stało się z dyftongami [ʊɪ] oraz [eʊ].

## W angielskim
Monoftongizacja występuje również w niektórych dialektach języka angielskiego. Przykładowo w południowoamerykańskiej oraz w afroamerykańskiej odmianie języka angielskiego dyftongi /ɑɪ/ oraz /ɔɪ/ przechodzą kolejno w /aː/ i /ɔː/ i tak wyraz try /trɑɪ/ → /traː/, a wyraz boil /bɔɪl/ → /bɔːl/.